# أوجينوديلول
أوجينوديلول وهو حاصر بيتا مشتق من أوجينول.